# كوينسي بلاك
كوينسي بلاك (بالإنجليزية: Quincy Black)‏ هو لاعب كرة قدم أمريكية أمريكي، ولد في 28 فبراير 1984 في شيكاغو في الولايات المتحدة.

## وصلات خارجية
- كوينسي بلاك على موقع مرجع كرة القدم المحترفة.كوم (الإنجليزية)